# Julian Jakobsen
Julian ”Julle” Jakobsen, född 11 april 1987 i Aalborg, är en dansk ishockeyspelare. Han spelar sedan 2012 i Hamburg Freezers i DEL.
Jakobsen är född och hockeyfostrad i Aalborg. Han spelade 16 J-landskamper 2005-2007 och var med till att vinna U20 B-VM 2007. Han spelade till sig en ordinarie landslagsplats i sin debutsäsong 2009, då han spelad både OS-kvalet i Oslo och VM för Danmark, samma år blev han "Rookie of the Year" i Danmark och vann danska cupen med Odense Bulldogs 2009. Han förde en anonym tillvaro i Aalborg innan han 2007 flyttade till Odense för att slå igenom rejält. Han har speled 145 matcher i den danska Superisligaen och gjorde 24 mål och 52 assist. 
Jakobsen blev 11 maj 2009 klar som Södertälje SK:s första nyförvärv inför säsong 2009/10. Han är den förste danske spelare att representera Södertälje SK och har ett tvåårskontrakt med klubben. Jakobsen är just nu långt in på sitt andra år. På 97 matcher har dansken svarat för endast 18 poäng varav 6 mål.
Julian Jakobsens syster Josefine Jakobsen spelar ishockey i  Djurgårdens IF

## Spelhistorik
- Hamburg Freezers (2012-)
- Södertälje SK (2009-2012)
- Odense Bulldogs (2007-2009)
- Aalborg (Moderklubb)(-2007)